# سرویس مخابرات دیپلماتیک
سرویس مخابرات دیپلماتیک یک سامانه یکپارچه از شبکه‌های مخابراتی است که از سازمان‌های امور خارجه در واشینگتن، دی.سی. و ماموریت‌های دیپلماتیک آمریکایی در خارج از این کشور پشتیبانی می‌کند. مدیریت این سرویس را دفتر برنامه سرویس مخابرات دیپلماتیک وزارت امور خارجه ایالات متحده آمریکا به عهده دارد. سرویس مخابرات دیپلماتیک، یک شبکه جهانی از سایت‌های مخابراتی است که مسئولیت فراهم‌آوری یک شبکه ارتباطی جهانی، قابل اعتماد، و کم‌هزینه را برای کارمندان وزارت امور خارجه این کشور به عهده دارد.

## جاهای تقویت‌کننده
- مرکز مدیریت اطلاعات بلتسویل، بلتسویل، مریلند، مریلند (۳۹°۰۲′۴۵″شمالی ۷۶°۵۱′۵۰″غربی / ۳۹٫۰۴۵۷°شمالی ۷۶٫۸۶۴۰°غربی)
- مرکز آموزش وارنتون، ویرجینیا (۳۸°۲۷′۳۳″شمالی ۷۷°۵۰′۵۵″غربی / ۳۸٫۴۵۹۱°شمالی ۷۷٫۸۴۸۷°غربی)
- نقطه دسترسی شبکه آمریکایی‌ها، میامی، فلوریدا (۲۵°۴۶′۵۷″شمالی ۸۰°۱۱′۳۵″غربی / ۲۵٫۷۸۲۴°شمالی ۸۰٫۱۹۳۱°غربی)
- سفارت ایالات متحده آمریکا در لندن، بخش A، و پایگاه نیروی هوایی سلطنتی کراوتون، انگلستان، بریتانیا (۵۱°۵۹′۱۷″شمالی ۱°۱۰′۴۸″غربی / ۵۱٫۹۸۸۰°شمالی ۱٫۱۸۰۰°غربی)
- مرکز پژوهش‌های ارتباطی اروپا، اگلسباخ، آلمان (۵۰°۰۰′۱۳″شمالی ۸°۳۶′۳۹″شرقی / ۵۰٫۰۰۳۶°شمالی ۸٫۶۱۰۸°شرقی)
- سایت راداری اوپانا، هاوایی (۲۱°۴۱′۰۸″شمالی ۱۵۸°۰۰′۳۵″غربی / ۲۱٫۶۸۵۶°شمالی ۱۵۸٫۰۰۹۷°غربی)
- پایگاه هوایی سیگونلا، سیسیل، ایتالیا (۳۷°۲۴′۰۶″شمالی ۱۴°۵۵′۲۰″شرقی / ۳۷٫۴۰۱۸°شمالی ۱۴٫۹۲۲۲°شرقی)